# Dívčí Hrad
Dívčí Hrad là một làng thuộc huyện Bruntál, vùng Moravskoslezský, Cộng hòa Séc.